# 1817 en musique
| \| • Retour à la chronologie générale de la musique populaire • \| |
| XXIe siècle • XXe siècle • XIXe siècle • XVIIIe siècle XVIIe siècle • XVIe siècle • XVe siècle • XIVe siècle XIIIe siècle • XIIe siècle • XIe siècle • Xe siècle IXe siècle • VIIIe siècle • Haut Moyen Âge • Rome • Grèce |
| • Retour à la chronologie générale de la musique populaire • |

| • Retour à la chronologie générale de la musique populaire • |

| Années de la musique populaire : 1814 - 1815 - 1816 - 1817 - 1818 - 1819 - 1820    |
| Décennies de la musique populaire : 1780 - 1790 - 1800 - 1810 - 1820 - 1830 - 1840 |

## Événements et œuvres
- Te souviens-tu ?, chanson du goguettier français Émile Debraux, chantée sur un air de Joseph-Denis Doche.

## Naissances
- 22 avril : Joseph August Adam, compositeur autrichien († 1891)
- 18 novembre : Jacques Bertrand, chansonnier belge de langue wallonne († 30 juillet 1884).